# Unidos do Jardim São João
Grêmio Recreativo Esportivo Cultural e Social Escola de Samba Unidos do  São João é uma escola de samba de Guarulhos.

## História
A escola foi a terceira entre seis escolas, a desfilar pelo Carnaval de Guarulhos em 2010, tendo como dirigentes José Artelino e Marinalva Silva.
Para 2011, anunciou o enredo em homenagem ao próprio bairro, o Jardim São João. O samba foi apresentado no dia 19 de dezembro. 

## Carnavais
| Ano  | Colocação | Grupo    | Enredo                                                                 | Carnavalesco         | Ref.        |
| ---- | --------- | -------- | ---------------------------------------------------------------------- | -------------------- | ----------- |
| 2011 |           |          | Eu te amo Jardim São João                                              | Comissão de Carnaval | [ 4 ] [ 5 ] |
| 2012 | Campeã    | Acesso   | Neste palco iluminado, te convido a voltar a ser criança               | Horácio Rabaça       | [ 2 ] [ 6 ] |
| 2013 |           | Especial | Dançar para não chorar ... E o negro reinventou a dança através da dor |                      | [ 7 ]       |